# Mastigodryas cliftoni
Espèce
Synonymes
- Dryadophis fasciatus Hardy, 1963
- Dryadophis cliftoni Hardy, 1964

Mastigodryas cliftoni est une espèce de serpent de la famille des Colubridae.

## Répartition
Cette espèce est endémique du Mexique. Elle se rencontre dans les États de Nayarit, Sinaloa, Sonora, Durango et Jalisco.

## Publication originale
- Hardy, 1964 : A replacement name for Dryadophis fasciatus Hardy. Copeia, vol. 1964, n. 4, p. 714.